# Mădăraș (Harghita)
Mădăraş (in ungherese Csíkmadaras) è un comune della Romania di 2 192 abitanti, ubicato nel distretto di Harghita, nella regione storica della Transilvania.
Mădăraş è divenuto comune autonomo nel 2004, staccandosi dal comune di Dănești.
La maggioranza della popolazione è di etnia Székely.